# Change Is Coming
Change Is Coming è il terzo album in studio di Money Mark, pubblicato il 18 settembre 2001.

## Tracce
1. Chocochip (instrumental) – (2:30)
2. Information Contraband – (3:27)
3. Caught Without a Race – (2:58)
4. Glitch in da System – (3:24)
5. Another Day to Love You – (3:11)
6. Soul Drive Sixth Avenue – (3:46)
7. People's Party (Red Alert) (Mix) – (4:00)
8. Love Undisputed – (2:45)
9. Doo Doo Doo - (2:30)
10. Use Your Head – (2:49)
11. Pepe Y Irene – (3:34)
12. Rain (NYC) – (3:57)

## Formazione (in ordine alfabetico)

### Basso
- Sean Lennon

### Batteria
- John Paul Keenon
- Walter Miranda
- Alfredo Ortiz

### Chitarra elettrica
- Timo Ellis
- Cesar Rosas

### Clarinetto e sassofono
- Ulises Bella
- Steve Berlin

### Design e fotografia
- B+

### Flauto
- Steve Berlin

### Percussioni
- Victor Bisetti
- Alfredo Ortiz

### Produttori
- Mario Caldato Jr.
- Money Mark
- Bob Schaper
- Craig Silvey